# Aleardo Ward
Aleardo Ward (Ventimiglia, 16 febbraio 1915 – Roma, 3 dicembre 1973) è stato un attore italiano.

## Biografia
Figlio del comandante della marina statunitense William James Ward e dell'attrice italiana Jone Borgheri (nota in seguito come Jone Romano poiché sposerà l'attore Carlo Romano in seconde nozze), divise la sua attività artistica sulle scene del teatro di rivista, apparendo in ruoli di supporto in compagnie importanti come quelle di Erminio Macario e di Nino Taranto e poco dopo in quelle del teatro di prosa di Memo Benassi, Ermete Zacconi, Giulio Donadio, Paola Borboni, Antonio Gandusio, Gino Cervi, Luigi Cimara ed Elsa Merlini. 
Alla fine degli anni '30 debuttò nel cinema, venendo utilizzato come caratterista. Nello stesso periodo recitò anche alla radio e si dedicò al doppiaggio, dove prestò la voce, tra gli altri, a James Coburn. Attivo a lungo anche in televisione, Aleardo Ward lavorò in molti sceneggiati per la Rai.
Morì per un aneurisma nel 1973 all'età di 58 anni.

## Vita privata
Con Maria Teresa Di Carlo, attrice di cabaret che dopo il matrimonio diventò nota come Maresa Ward, ebbe tre figli: Luca, Andrea e Monica Ward, attori e doppiatori.

## Filmografia
- La voce senza volto, regia di Gennaro Righelli (1939)
- Io, suo padre, regia di Mario Bonnard (1939)
- Papà per una notte, regia di Mario Bonnard (1939)
- Un'avventura di Salvator Rosa, regia di Alessandro Blasetti (1940)
- Don Giovanni, regia di Dino Falconi (1942)
- Giarabub, regia di Goffredo Alessandrini (1942)
- Rita da Cascia, regia di Antonio Leonviola (1943)
- Totò terzo uomo, regia di Mario Mattoli (1951)
- Rigoletto e la sua tragedia, regia di Flavio Calzavara (1954)
- Guai ai vinti, regia di Raffaello Matarazzo (1954)
- Il campanile d'oro, regia di Giorgio Simonelli (1955)
- Toby Dammit, episodio di Tre passi nel delirio, regia di Federico Fellini (1967)
- Società a responsabilità molto limitata, regia di Paolo Bianchini (1973)

## Televisione
- La sera del sabato di Guglielmo Giannini, regia di Anton Giulio Majano, trasmessa il 25 febbraio 1955.
- Cime tempestose, regia di Mario Landi, terza puntata, 26 marzo 1956.
- L'Alfiere, regia di Anton Giulio Majano, seconda puntata, 25 marzo 1956.
- Notte sull'Atlantico di Leslie Reade, regia di Daniele D'Anza, 5 marzo 1958.
- Le avventure di Nicola Nickleby, regia di Daniele D'Anza, sesta puntata, 31 maggio 1958.
- Romeo Bar di Guglielmo Giannini, regia di Anton Giulio Majano, 24 giugno 1958.
- L'isola del tesoro, regia di Anton Giulio Majano, 14 e 21 febbraio 1959.
- La voce nel bicchiere di Leopoldo Cuoco e Gianni Isidori, regia di Anton Giulio Majano, 1 settembre 1959.
- I masnadieri di Friedrich Schiller, regia di Anton Giulio Majano, 2 ottobre 1959.
- Una tragedia americana, regia di Anton Giulio Majano, 9 e 16 dicembre 1962.
- Vivere insieme, regia di Guglielmo Morandi, episodio Il testimone, 11 dicembre 1963.
- I miserabili, regia di Sandro Bolchi, quarta puntata, 26 aprile 1964.
- Non è più mattina di William Kendall Clarke, regia di Anton Giulio Majano, 14 novembre 1964.
- I grandi camaleonti, regia di Edmo Fenoglio, settima puntata, 22 novembre 1964.
- Le inchieste del commissario Maigret, regia di Mario Landi, episodio Un Natale di Maigret, 24 gennaio 1965.
- La figlia del capitano, regia di Leonardo Cortese, quinta puntata, 16 giugno 1965.
- Scaramouche, regia di Daniele D'Anza, terza puntata, 23 ottobre 1965.
- David Copperfield, regia di Anton Giulio Majano, sesta puntata, 30 gennaio 1966.
- Quinta colonna, regia di Vittorio Cottafavi, quarta puntata, 16 ottobre 1966.
- Il conte di Montecristo, regia di Edmo Fenoglio, prima puntata, 6 novembre 1966.
- Il triangolo rosso, regia di Piero Nelli, episodio Il cappello nero, 18 agosto 1967.
- La sconfitta di Trotsky, sceneggiatura e regia di Marco Leto, 6 ottobre 1967.
- La fiera della vanità, regia di Anton Giulio Majano, sesta puntata, 10 dicembre 1967.
- Eleonora Duse, regia di Flaminio Bollini, 13 e 20 novembre 1969.
- I fratelli Karamazov, regia di Sandro Bolchi, dal 16 novembre al 28 dicembre 1969.
- Bob Kennedy contro Jimmy Hoffa di Flavio Nicolini, regia di Alberto Negrin, 16 giugno 1970.
- Una coccarda per il re, regia di Dante Guardamagna, 13 e 15 ottobre 1970.
- Il segno del comando, regia di Daniele D'Anza, quarta puntata, 6 giugno 1971.
- Il giudice e il suo boia, regia di Daniele D'Anza, 6 e 8 febbraio 1972.
- Lasciare la terra di Gennaro Manna, regia di Luigi Perelli, 12 aprile 1973.
- Qui squadra mobile, regia di Anton Giulio Majano, episodio Un'indagine alla rovescia, 5 giugno 1973.

## Programmi radiofonici Eiar
- Paradiso per tutti, rivista radiofonica di Mario Brancacci e De Matteo, regia di Silvio Gigli, orchestra Spaggiari, con Wanda Tettoni, Alberto Sordi, Aleardo Ward, trasmessa il 5 aprile 1942.

## Prosa radiofonica Rai
Elenco parziale:
- Displaced Persons di Vito Blasi e Anna Luisa Meneghini, regia di Franco Rossi (1951)
- Il soldato e la morte di Louis MacNeice, regia di Guglielmo Morandi, replica il 6 febbraio 1952.
- La strana storia del dr. Jekyll e del signor Hyde di Robert Louis Stevenson, regia di Anton Giulio Majano, trasmessa il 28 luglio 1952.
- La maschera e la grazia di Henri Ghéon, regia di Anton Giulio Majano, 13 aprile 1954.
- I dialoghi delle Carmelitane di Georges Bernanos, regia di Corrado Pavolini, 15 aprile 1954.
- Caio Gracco di Vincenzo Monti, regia di Pietro Masserano Taricco, 23 aprile 1954.
- Il bugiardo, commedia di Carlo Goldoni, regia di Guglielmo Morandi, trasmessa il 20 luglio 1954.
- La serpicina, apologo di Domenico Guerrazzi, regia di Marco Visconti, trasmesso il 5 gennaio 1955.
- Trampoli, commedia di Sergio Pugliese, regia di Anton Giulio Majano, trasmessa il 10 febbraio 1955.
- Háry János, regia di Corrado Pavolini, musica di Zoltán Kodály, 21 maggio 1955.
- Perduto nelle stelle (Lost in the Stars) di Maxwell Anderson e Kurt Weill, regia di Anton Giulio Majano, 8 luglio 1955.
- Il cardinale Lambertini di Alfredo Testoni, regia di Pietro Masserano Taricco, 10 gennaio 1956.
- Incantesimo, commedia di Philip Barry, regia di Anton Giulio Majano, trasmessa il 11 giugno 1956.
- Quando il destino vuole di Renato Mainardi, regia di Anton Giulio Majano, 27 febbraio 1957.
- la giustizia di Giuseppe Dessì, regia di Giulio Pacuvio (1958)
- I Giacobini di Federico Zardi, regia di Guglielmo Morandi, 4 puntate dal 15 al 23 marzo 1960.

## Doppiaggio

### Cinema
- James Coburn in Tempo di guerra, tempo d'amore
- Eddie Byrne in Trafficanti d'oro
- L.Q. Jones ne I diavoli del Pacifico
- Roger Avon in Assassinio al galoppatoio
- Sean Connery in I piloti dell'inferno
- Perry Lopez in Prima dell'uragano
- Robert Cornthwaite in La guerra dei mondi (Dott. Pryor)
- Sal Mineo in Il giorno più lungo
- Operaio del gas in L'invasione degli ultracorpi

### Soap opera
- Carlos Gregorio in Torre di Babele

### Film d'animazione
- Un burattino di nome Pinocchio - 2ª persona